# ブラザー ドキュメント ビューワ
ブラザー ドキュメント ビューワ（BROTHER DOCUMENT VIEWER）はブラザー工業が製造・販売していた電子ペーパー端末。

## 仕様
販売されていたのは2機種で、いずれも厚さ15.5ミリ・重量は約600グラム。画面表示は9.7インチ反射型電子ペーパーディスプレイ（電気泳動方式）で、4階調グレースケール。画面の書き換え時以外は電源を必要とせず、約83時間の連続使用に耐える。
インターフェースとしてmicroSDカードスロットとUSBポートを搭載しており、最大2GBまでのカードに対応して、A4サイズ1万枚分のデータを保存できる。情報流出を防止するため、カードは使用時に独自フォーマットされ、保存されたデータは128Bit AESで暗号化される。また、使用者を制限するための暗証番号ロック機能を備えている、USBポートはUSBバスパワードに対応しているほか、同社の一部複合機からUSB経由でのダイレクトスキャンが可能。
なお、この製品は「メンテナンス現場でのサービスマニュアルの表示」を想定するなど業務用の製品として位置づけられており、いわゆる電子書籍やインターネット端末ではない。

### SV-100B
2009年6月1日に発売された。インターフェースとして先の2つのほかにBluetooth＋EDRを搭載しており、Bluetoothに対応する携帯電話やPDAのデータを拡大表示することが出来る。

### SV-70
2010年1月20日に発売された廉価版。Bluetoothには非対応だが、本体に約100MBのフラッシュメモリを内蔵しており、500ページ分のデータを格納できる。